# Інтернет у Фінляндії

## Історія
FUNET був створений 1984 року за посиланням фінських університетів. Fi домену верхнього рівня було зареєстровано 1986 року. FICIX був створений в 1993 році для з'єднання фінської IP-мережі і комерційних продажів інтернет-з'єднання.
З липня 2010 року Фінляндія стала першою країною у світі, що  зробила Інтернет законним правом. 

## В Конституції Фінляндії
У Конституції Фінляндії прописаний новий закон, в якому затверджені права громадян країни на широкосмуговий доступ в Інтернет. 
Широкосмуговий доступ в Інтернет має на увазі більш високу швидкість обміну даних, у порівнянні з комутованим доступом з використанням модему і телефонної мережі загального користування. 
Таким чином, з 1 липня 2010 року Фінляндія стала першою державою у світі, де у громадян з'явилася можливість підключитися до всесвітньої павутини зі швидкістю 1 мегабіт в секунду як мінімум, і це буде забезпечуватися всіма національними Інтернет-провайдерами за прийнятними цінами. На думку уряду, 30-40 євро на місяць - цілком доступна абонентська плата за даний вид послуг. Надалі, до 2015 року на державному рівні планується збільшити пропускну здатність до 100 мегабіт в секунду. У Конституції Фінляндії прописаний новий закон, в якому затверджені права громадян країни на широкосмуговий доступ в Інтернет.

## Інтернет-провайдери
Деякі з найбільших фінських Інтернет-провайдерів включають в себе:
- Elisa Oyj
- Saunalahti
- Sonera
- Finnet
- Welho